# 四海幇
四海幇（しかいほう、スー・ハイ・パン）は、台湾全域及び中国大陸を拠点に活動する黒社会組織（暴力団）。構成員数は不明であるが、総構成員は数万人とも言われている。台湾三大黒社会の一つとして竹聯幇、天道盟と並び称されている。
四海幇は数度の解散と組織改革を経て、結成当初に比べその勢力は小さくなっている。現在は表面上解散をしている四海幇であるが、組織はなおも勢力を有しており、秘密裏な活動を行っている。現在組織の締め付けを目的に長老構成員による組織改革が積極的に行われている。

## 略史
1953年、馮祖語は学生及び眷村の仲間とともに「四海兄弟（四海同胞）」を合言葉に四海幇を結成した。当初は弱小組織であり、台北市西門町一帯を拠点に活動したが、構成員に政治家要人の子弟が参加したことより強固な基礎を築き上げた。数年後には各地の黒社会構成員及び外国人に対し勧誘を行い構成員を増加させ、1960年には1万人もの構成員を有すようになり、台湾当局の取り締まり対象となった。
1962年、台湾当局の取り締まりにより四海幇は解散の危機に瀕し、また組織の内部分裂や抗争により危機的な情況となった。他の黒社会組織は四海幇の弱体化に乗じ四海幇の勢力範囲に触手を伸ばし始めた。その代表的なのが竹聯幇であり、この時勢力を急速に拡大させている。勢力が衰退した四海幇は組織の維持がかなわずこの時に一度組織解散を迎えた。
1971年になると、劉偉民、陳永和、蔡冠倫により四海幇再興を目指す活動が再開された。他の黒社会組織と抗争を行い自己の勢力圏を確保した四海幇は組織再興を宣言、劉偉民を幇主とした。
1986年、劉偉民が訪問先の日本で射殺される事件が発生した。その後蔡冠倫が権力を掌握したが、警察の取締りと自ら出馬した立法委員選挙での2度の落選を受け組織の弱体化を招いた。その後第3代幇主となった陳永和は組織の建て直しを図り、その勢力を拡大した後に趙経華に幇主の座を禅譲した。しかしその実態は陳永和の院政であり、四海幇を企業化させ更に勢力を強大なものとした。
1996年、陳永和と幹部構成員である藺磊洽は自ら経営するレストランで射殺される事件が発生した。社会問題化したこの事件は台湾当局の取締活動へとつながり、趙経華と副幇主である楊光南はそれぞれアメリカ合衆国と中華人民共和国に逃亡している1997年2月3日、四海幇幹部構成員の董克誠は副幇主を自称、7名の構成員と共に台北市刑事警察大隊に赴き、幇主趙経華の代理人に名義で四海幇の解散を宣言、アメリカ滞在中の趙経華も幇主を辞任することを宣言した。幇主辞任及び幹部構成員の国外逃亡により四海幇は正常な組織運営が不可能となった。この情況下で中国に滞在していた楊光南が幇主代行に就任した。この解散は当局の監視を逃れるための方策であり、新しい体制の下活動は従来どおり続けられた。
楊光南は四海幇本部を上海に移転させ、中国を活動拠点とする組織に改編し、中国で大きな勢力を有す黒社会となった。しかし、2000年11月、楊光南が上海当局に逮捕され、12月6日に台湾に護送されると四海幇は再び危機を迎えることとなった。
実質的な幇主の逮捕により賈潤年が幇主に就任して組織運営に当るも、2003年末に賈潤年の息子が犯した失敗を引責する形で幇主を辞している。

## 歴代幇主
- 初代目（1954年～1962年）：馮竹語
- 二代目（1971年～1987年）：劉偉民
- 三代目（1988年～1994年）：蔡冠倫
- 代行（1990年～1994年）：陳永和
- 四代目（1994年～1997年）：趙経華
- 代行（1997年～2000年）：楊光南
- 五代目（2000年～2008年）：賈潤年
- 六代目（2008年～2010年）：張建英
- 七代目（2010年～2012年）：楊玉斌
- 八代目（2012年～今まで）：楊徳昀